# 2018年強烈熱帶風暴安比
強烈熱帶風暴安比（英語：Severe Tropical Storm Ampil，國際編號：1810，聯合颱風警報中心：WP122018，菲律賓大氣地球物理和天文服務管理局：Inday）是2018年太平洋颱風季第10個被命名的熱帶氣旋，安比是歷史上在天津市、河北省及內蒙古自治區境內唯一一個達到熱帶風暴級強度。
「安比」一名為首次使用，以取代於2012年在菲律賓棉兰老岛造成重大災害而被除名的熱帶氣旋寶霞。此名由柬埔寨所提供，即酸豆。

## 氣象歷史
7月11日，一個低壓區在菲律賓東方海面形成，聯合颱風警報中心給予擾動編號94W。7月12日，聯合颱風警報中心將此系統的評級給予「低」。不過，當時此系統受往西北方向的熱帶擾動92W對流增強的影響，使此系統的環境轉差，較大的垂直風切使低層環流中心逐漸外露。導致聯合颱風警報中心在7月13日時，取消此系統的評級。
7月14日，隨著此系統進入發展條件良好的區域和熱帶擾動92W加速向西移動遠離，深對流逐漸覆蓋外露的低層環流中心，聯合颱風警報中心直接將此系統的評級給予「中」而跳過「低」。7月16日，該系統在西南季風的影響下開始發展，結構也逐漸改善，使得日本氣象廳在17日上午將此系統升格為熱帶低氣壓。同日下午5時，聯合颱風警報中心將此系統的評級給予「高」並發出熱帶氣旋形成警報。同日下午9時，中國国家气象中心也將此系統升格為熱帶低壓，同時日本氣象廳針對此系統發出烈風警報。7月18日上午5時，聯合颱風警報中心將此系統升格為熱帶低氣壓，給予編號12W。菲律賓大氣地球物理和天文服務管理局亦於同日上午11時將此系統升格為熱帶低氣壓，並給予此系統名稱「Inday」。
7月18日下午9時15分，日本氣象廳將此系統升格為熱帶風暴，給予國際編號1810，並命名為安比。不久後中央氣象局將此系統升格為輕度颱風，各國氣象機構也陸續將此系統升格為熱帶風暴。但香港天文台在此時才將此系統升格為熱帶低氣壓，直到隔天上午9時才將安比升格為熱帶風暴，為所有氣象部門中最晚升格的氣象機構。當日安比逐漸整合發展，中心略往東移動。
之後安比繼續增強，隔天上午2時日本氣象廳將其升格為強烈熱帶風暴，多個氣象部門也都跟隨升格。此時安比離開了季風槽，受到副熱帶高壓引導，由東北逐漸轉向西北移動，雲層集中在西南象限。安比在7月21日於沖繩附近海域掠過。7月22日中午12時30分，安比在上海崇明區陳家鎮东滩登陆。登陸後的安比大致維持強度，日本氣象廳在7月24日才將其降格為熱帶低氣壓，並在翌日（25日）認為其已經轉化為溫帶氣旋。

## 影響

### 日本
當地發布之最高風力警報：暴风警报
受到安比影響，那霸機場有12個航班取消，共有1154人受到影響。

### 中国大陆
当地发布之最高台风预警信号： 颱風黃色預警信號
安比在19日下午轉向西北移動，以時速約15公里靠近華東沿岸，因此国家气象中心在解除針對熱帶氣旋山神的颱風預警信號半日後，需在下午6時正重新發佈颱風藍色預警信號，當時安比集結在浙江象山之東南方向約1360公里。國家氣象中心預料安比會在21日晚上到22凌晨登陸浙江、江蘇、上海一帶，隨後深入內陸，橫過江蘇、安徽交界。半日後國家氣象中心再在20日早上6時正發佈颱風黃色預警信號，當時安比集結在浙江象山之東南方向約1170公里。至上午9時半中國氣象局啟動重大氣象災害（颱風）三級應急響應。安比於22日中午12時30分在上海崇明區陈家镇东滩登陸。此後安比抵達長江口，隨後又進入江蘇，並減弱為熱帶風暴，國家氣象中心在下午6時改發颱風藍色預警信號，當時安比位於江蘇如東。安比減弱趨勢緩慢，並持續西北移，在23日中午12時移入山東境內，再在24日凌晨3時50分進入河北境內，到早上7時移至天津境內，下午1時移回河北，至下午5時已經抵達遼寧，下午7时一度移向内蒙古八里罕，後再一次重返到遼寧，晚上9時半再移入内蒙古，並在晚上11時減弱為熱帶低氣壓，最终於25日2时在内蒙古开鲁变性为温带气旋。中国中央气象台于7月25日2时对安比停止编号，并于6时解除台风蓝色预警，但安比残余环流仍然影响吉林、黑龙江两省，给其带来强风及大暴雨。
中央气象台在年報修訂最佳路徑圖，認為安比一直維持熱帶氣旋性質，直到俄羅斯東北部沿岸附近才消失。

#### 上海
当地发布之最高台风预警信号： 颱風橙色預警信號
上海市氣象局在7月19日上午9時20分啟動颱風四級應急響應，至20日上午10時半升級至颱風三級應急響應。隨着安比進入東海，並加速移向華東沿岸，上海中心氣象台在21日上午9時半直接發佈颱風黃色預警信號，當時安比集結在浙江象山之東南偏東約740公里。安比的路徑持續直指上海附近，上海中心氣象台在下午5時半發佈颱風橙色預警信號，同時上海市氣象局啟動颱風二級應急響應，當時安比移至在浙江象山之東南偏東約405公里。安比於22日中午12時30分在上海崇明區陈家镇东滩登陸，是1949年以来海上西行直接登陆上海的第3个台风（前2次分别出现在1977年和1989年）。

#### 浙江
当地发布之最高台风预警信号： 颱風橙色預警信號
浙江省氣象局在19日下午4時正啟動颱風四級應急響應

#### 安徽、山東、河北、天津
当地发布之最高台风预警信号： 颱風藍色預警信號
受安比影響，安徽省氣象局在7月21日早上8時半啟動颱風四級應急響應。7月22日，山东省气象台于22日16时发布台风蓝色预警信号。7月23日，天津市氣象局及河北省氣象局先後於下午1時22分及3時26分發佈颱風藍色預警信號，这是自2012年以来，天津、河北两地首次发布台风预警信号。

#### 江苏

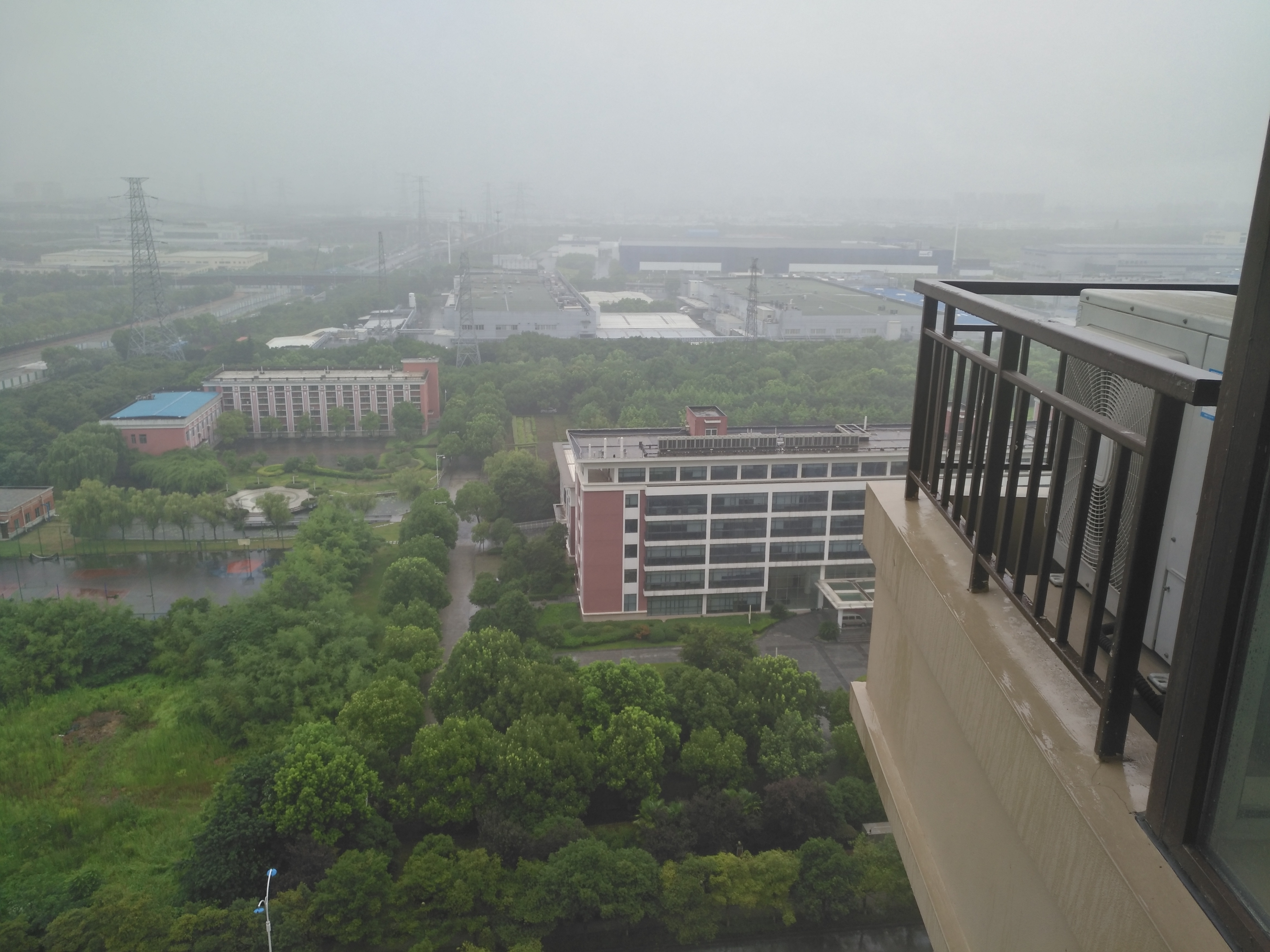
受安比影响，苏州市出现狂风和降雨天气（2018年7月22日）

当地发布之最高台风预警信号： 颱風橙色預警信號
江蘇省氣象局在21日早上10時正啟動颱風四級應急響應，同日下午6时升级至台风三级应急响应。隨着安比快將登陸華東地區，江蘇省氣象局在22日10时31分发布台风橙色预警信号。

#### 辽宁
当地发布之最高台风预警信号： 颱風黃色預警信號

## 熱帶氣旋警告使用紀錄

### 中國大陸
| 国家气象中心 颱風預警信號 | 国家气象中心 颱風預警信號 | 国家气象中心 颱風預警信號 |
| ------------------------- | ------------------------- | ------------------------- |
| 上一熱帶氣旋              | 颱風藍色預警信號          | 下一熱帶氣旋              |
| 熱帶風暴山神              | 颱風藍色預警信號          | 颱風雲雀                  |
| 超強颱風瑪莉亞            | 颱風黃色預警信號          | 强热带风暴摩羯            |

## 外部連結
- （日語）日本氣象廳首頁（页面存档备份，存于）
- （英文）聯合颱風警報中心首頁（页面存档备份，存于）
- （简体中文）中央氣象台首頁
- （繁體中文）中央氣象局首頁（页面存档备份，存于）
- （繁體中文）香港天文台首頁（页面存档备份，存于）
- （繁體中文）澳門地球物理暨氣象局首頁（页面存档备份，存于）
- （英文）菲律賓大氣地球物理和天文管理局首頁（页面存档备份，存于）